# P. Ábrahám Dezső
Danckai Pattantyús-Ábrahám Dezső (elterjedt nevén P. Ábrahám Dezső; Debrecen, 1875. július 10. – Budapest, 1973. július 25.) magyar jogász, ügyvéd, miniszterelnök 1919-ben. Függetlenségi párti, majd polgári demokrata politikus, országgyűlési képviselő, igazságügyi, később belügyi államtitkár, Ábrahám Ernő író bátyja.

## Családja, iskolái
Az erdélyi örmény Ábrahám (korábban Tákeszián) család leszármazottja.   
Ősi nemesi családból származott, amely eredetileg a Pattantyús nevet viselte. Az Ábrahám nevet csak a 17. századtól használta a család, a danckai előnevet még I. Apafi Mihály adományozta nekik. Apja Ábrahám László debreceni főügyész, anyja radistyáni Király Erzsébet volt. Öccse, Ernő 1882-ben született. Ábrahám Dezső első felesége Rickl Piroska volt, akivel 1902 és 1908 között voltak házasok. 1925-ben, ötvenévesen újranősült, Rucsinszki Anna Matildot vette el, akivel Ábrahám haláláig együtt éltek az Országház közelében, a Balassi Bálint utca 9-11. sz. alatt. Második felesége 1974 novemberében, másfél évvel férje után hunyt el.
A debreceni Református Kollégiumban érettségizett. 

## Életrajza
A Függetlenségi és Negyvennyolcas Párt programjával Karcag országgyűlési képviselője volt 1906 és 1918 között, majd Károlyi Mihály kormányában igazságügyi államtitkár lett. A nemzetiségek egyenjogúságáról a Jászi Oszkár vezette bizottság tagjaként Aradon tárgyalt a román nemzetiségi képviselőkkel.
A Magyarországi Tanácsköztársaság idején Szegedre szökött. Ott a harmadik szegedi kormány, a nemzeti kormány miniszterelnöke lett 1919. július 12. – augusztus 12. között. Kormánya nevezte ki Horthy Miklóst fővezérré, ő szervezte meg a nemzeti hadsereg toborzóbizottságát. A Huszár-kormányban belügyi államtitkári szerepet vállalt, majd átmenetileg visszavonult a politikai élettől. 1920 és 1944 között ügyvédként dolgozott, miközben minden „rendes” és néhány időközi választáson is megmérette magát, mindannyiszor sikertelenül. 1944 novemberében a nyilasok túszként Sopronkőhidára vitték, ahonnan  Németországba szállították. 1945. szeptember végén került haza.
Visszatérése után a Magyar Szabadság Párt egyik alapítója lett. Közel 28 év kihagyás után, 1947-től 1949-ig Balogh István Független Magyar Demokrata Pártjának listáján újfent országgyűlési képviselő volt. Egyes adatok szerint szélsőjobboldalinak bélyegezték, és kizárták a pártból, majd lemondott a képviselőségről is. 1949-ben visszavonult a politikai élettől. 1951-ben kitelepítették Tarcal községbe. Mivel 1956-ban aktívan részt vett a Szabadság Párt megalakításában, 1957-ben kihallgatták, majd figyelmeztetést kapott. Az 1960-as években kapcsolatot tartott fenn amerikai és brit diplomatákkal, ezért rendőrhatósági figyelmeztetésben részesítették, 1969-ben. 1958-ig ügyvéd volt. Halála előtt két évvel, 1971 márciusában fejezték be a megfigyelését. Két héttel és egy nappal 98. születésnapja után hunyt el.